# Proyecto Libro Azul
El Proyecto Libro Azul fue una serie de estudios sobre el fenómeno ovni por parte de la Fuerza Aérea de los Estados Unidos (USAF). Fue el segundo renacimiento de este tipo de estudio, comenzado en 1952, y estuvo activo hasta diciembre de 1969. 
El objetivo del Proyecto Libro Azul era determinar si los ovnis eran una amenaza potencial para la seguridad nacional. Se recogieron, analizaron y archivaron miles de informes ovni. Este ha sido el último proyecto de la USAF relacionado con ovnis que se haya hecho público hasta ahora.

## Proyecto Libro Azul
Hacia finales de 1951 varios generales de la USAF, de alto rango y muy influyentes, estaban tan descontentos con el estado de las investigaciones ovni de las Fuerzas Aéreas, que desmantelaron el Proyecto Grudge y lo sustituyeron por el Proyecto Libro Azul a principios de 1952. Durante el tiempo que duró Libro Azul, finalizado en 1969, se recogieron 12.618 informes ovni, y al final se concluyó que la mayoría eran malinterpretaciones de fenómenos naturales (nubes, estrellas, etc) o aviones convencionales. Unos cuantos fueron considerados fraudes. 701 casos —aproximadamente un 6%— fueron clasificados como inexplicables. Los informes fueron archivados y están disponibles bajo la Ley de Libertad de Información, pero los nombres de los testigos y otras informaciones personales han sido eliminados.
El primer jefe del proyecto fue el capitán Edward J. Ruppelt. Siguiendo sus órdenes, se creó un estándar para relatar los fenómenos. Ruppelt acuñó oficialmente el término "ovni" para sustituir a "platillo volante", más sugestivo y poco exacto, que había sido usado hasta entonces. Dejó las Fuerzas Aéreas algunos años más tarde, y escribió el libro The Report on Unidentified Flying Objects, que describía el estudio de los ovnis por parte de la USAF entre 1947 y 1955.
El astrónomo J. Allen Hynek era el consultor científico del proyecto. Trabajó para el proyecto hasta su conclusión y creó el concepto que hoy se conoce como "encuentros cercanos". Era un gran escéptico cuando comenzó, pero dijo que su escepticismo se suavizó durante la investigación, después del análisis de unos informes ovni que parecían inexplicables.[cita requerida]

## El Comité Robertson
En julio de 1952, después de haber recabado durante los meses anteriores información sobre cientos de avistamientos, se produjo una serie de observaciones visuales coincidiendo con detecciones por radar cerca del Aeropuerto Nacional de Washington D. C. Estas observaciones condujeron a la CIA a establecer un comité de científicos que incluía a varios físicos, meteorólogos, ingenieros, y un astrónomo (Hynek), encabezados por el doctor H. P. Robertson, un físico del Instituto Tecnológico de California. El comité Robertson se reunió por primera vez el 14 de enero de 1953.
Ruppelt, Hynek y otros presentaron las mejores pruebas que habían sido recogidas por Libro Azul, incluyendo una filmación. Después de estar sólo 12 horas repasando 6 años de informaciones, el comité Robertson concluyó que la mayor parte de los casos ovni tenían explicación racional, y que todos podrían ser explicados con una investigación más profunda, que consideraron que no valía la pena.[cita requerida]
En su informe definitivo, resaltaron que había numerosos informes de poco valor sobrecargando los canales de inteligencia, lo cual acentuaba el riesgo de omitir una supuesta amenaza real a EE. UU. 
Por lo tanto, recomendaron a las Fuerzas Aéreas restar importancia al tema de los ovnis y emprender una campaña de desacreditación para disminuir el interés público, aconsejaron usar los medios de comunicación, incluyendo a la compañía Walt Disney, y a psicólogos, astrónomos y famosos para ridiculizar el fenómeno y proponer explicaciones convencionales. [cita requerida]. Además, los grupos de aficionados al tema ovni "deberían ser vigilados debido a su potencial influencia sobre el pensamiento de masas. La evidente irresponsabilidad y el posible empleo de estos grupos para objetivos subversivos deberían tenerse en cuenta".[cita requerida].
En definitiva, el comité Robertson recomendaba que la opinión pública fuese controlada mediante un programa de espionaje y propaganda oficial.[cita requerida]. Muchos ufólogos creen que estas recomendaciones son la base de la política de las Fuerzas Aéreas en cuanto al fenómeno ovni, no sólo inmediatamente después del informe del comité Robertson, sino también en la actualidad[cita requerida].

## Consecuencias del Comité Robertson
ISS tenía el deber de investigar únicamente los casos ovni más importantes, es decir, los que supusieran un riesgo para la inteligencia o la seguridad nacional. Estos casos se eliminaron del programa de Libro Azul, que fue relegado a estudiar los informes más simples.[cita requerida]
El general Nathan Twining, que impulsó el Proyecto Signo en 1947, era por entonces el jefe de personal de las Fuerzas Aéreas. En agosto de 1954, recibió la misión de depurar responsabilidades en el seno del 4602 AISS publicando una regulación 200-2 actualizada para las Fuerzas Aéreas. Además, los ovnis fueron definidos como "cualquier objeto aerotransportado que por su funcionamiento, características aerodinámicas, o rasgos insólitos, no se ajusta a las características de ningún avión o misil conocido en este momento, o simplemente que no pueda ser identificado como un objeto común". La investigación ovni fue declarada secreta por motivos de seguridad nacional, y tenía el objetivo de averiguar "aspectos técnicos." En la regulación 200-2 se declaraba de nuevo que Libro Azul podría hablar de casos ovni con los medios de comunicación sólo si se trataba de fenómenos identificables. Si fueran no explicables, la única información que debía darse a los medios era que la situación estaba siendo analizada. También ordenaron a Libro Azul reducir el número de no identificados al mínimo.[cita requerida]
Todo esto se hizo en secreto. La tarea de cara al público de Libro Azul siguió siendo la investigación ufológica oficial, pero la realidad era que se había reducido a una organización tapadera que apenas hacía investigaciones complejas[cita requerida]. Se había convertido casi únicamente en un equipo de relaciones públicas con la misión de desacreditarlo todo, por citar un ejemplo, a finales de 1956, el número de casos catalogados como no resueltos había bajado a apenas el 0.4 por ciento, desde las cotas del 20 a 30 % de apenas unos años antes.[cita requerida]
Cuando el frustrado Ruppelt abandonó en agosto de 1953, habían reducido su personal a dos subordinados y él mismo. Su suplente era un oficial no comisionado. Todos los que le sucedieron como directores de Libro Azul manifestaron apatía o incluso hostilidad rotunda al asunto ovni, o fueron obstaculizados por la carencia de financiación y apoyo oficial.
La breve permanencia de Ruppelt en Libro Azul es considerada como el periodo de máximo apogeo de las investigaciones ufológicas públicas. Por aquel entonces, las investigaciones eran tratadas seriamente y tenían el apoyo de las altas esferas. A partir de entonces, el Proyecto Libro Azul cayó en desgracia, y nunca resurgió.

## Informe especial n.º 14 del Proyecto Libro Azul
A finales de diciembre de 1951, Ruppelt se reunió con los miembros del Instituto Conmemorativo Battelle, un grupo de expertos establecido en Columbus, Ohio, cerca de la base aérea Wright-Patterson. Ruppelt pidió a estos expertos ayuda para poder investigar el asunto de un modo más científico. Así, el Instituto de Battelle fue quien creó el reportaje estandarizado. Comenzando a finales del marzo de 1952, el Instituto comenzó a analizar los informes y la codificación de aproximadamente 30 de sus características en tarjetas de IBM para el análisis informático.
El informe especial n.º 14 del Proyecto Libro Azul era un análisis estadístico masivo de los casos analizados por Libro Azul hasta aquel momento, unos 3.200 cuando el informe quedó completado, en 1954. Incluso hoy sigue siendo el estudio ufológico más grande jamás emprendido. Battelle empleó a cuatro analistas científicos, que procuraron clasificar los casos entre "explicable", "inexplicable", y una tercera categoría "con información insuficiente". Los dos primeros tipos se clasificaron a su vez en cuatro categorías de calidad, de excelente a pobre. Por ejemplo, los casos considerados excelentes típicamente implicaban a testigos experimentados, como pilotos comerciales o personal militar entrenado, o múltiples testigos, corroborando las afirmaciones con pruebas, como detecciones de radar, fotografías u otro tipo de material tangible. Para que un caso pasara a ser considerado "explicable", era necesario sólo que dos analistas por separado tuvieron que estar de acuerdo sobre la solución. Sin embargo, para que un caso fuera "desconocido", se necesitaban cuatro analistas que estuvieran de acuerdo. De este modo, el criterio para un "inexplicable" era bastante riguroso.
Además, las observaciones fueron clasificadas mediante seis características diferentes - color, número, duración de la observación, resplandor, forma y velocidad - y luego estas características fueron ajustadas a los casos explicables e inexplicables para ver si hubiera una diferencia estadística significativa.
Los resultados principales del análisis estadístico eran:
- Aproximadamente el 69% de los casos se encontraron explicables o identificables; un 9% carecía de información suficiente. El 22% se consideraron "inexplicables", algo por debajo del valor inicial del 28% de los estudios de las Fuerzas Aéreas, pero todavía una fracción muy significativa.
- En la categoría de "explicables", el 86% de los fenómenos eran debidos a aviones o globos, o tenían explicaciones astronómicas. Sólo el 1,5% de todos los casos eran psicológicos o casos "de chiflados". Una categoría "mixta" comprendía el 8% de todos los casos e incluía posibles fraudes.
- Cuanto más alta fuese la calidad del caso, más probabilidades tenía de ser clasificado como desconocido. El 35% de los casos excelentes fueron considerados "desconocidos", mientras que sólo lo fueron el 18% de los casos más pobres. Este era el resultado de la antítesis predicha por los escépticos, que por lo general argumentaban que los "inexplicables" eran casos de menor calidad, al implicar testigos no fiables, que podrían ser solucionados si se dispusiera de mejor información.
- En las seis características estudiadas, los casos "inexplicables" se diferenciaron de los "explicables" en un nivel estadísticamente insignificante: en cinco de las seis medidas las probabilidades de que fuese explicable o inexplicable se diferenciaban por casualidad en un 1 % o menos. Cuando las seis características se consideraron juntas, la probabilidad de que coincidiera en uno u otro tipo era de menos de 1 entre mil millones.

A pesar de esto, la conclusión del informe definitivo del Instituto Battelle declaró era "sumamente improbable que cualquiera de los informes de avistamientos de objetos no identificados represente acontecimientos tecnológicos fuera de la gama de conocimiento actual".
Algunos investigadores posteriores, incluyendo al Doctor Bruce Maccabee, quien repasó los datos en profundidad, han advertido que las conclusiones de los analistas estaban por lo general en desacuerdo con sus propios resultados estadísticos, mostrados en 240 dibujos, tablas, gráficos y mapas. Se dice que los analistas simplemente pudieron haber tenido problemas si hubieran acabado aceptando sus propios resultados, o quizás pudieron haber escrito las conclusiones para satisfacer el nuevo clima político dentro de Libro Azul después del comité Robertson.[cita requerida]
Cuando las Fuerzas Aéreas finalmente hicieron público el informe especial n.º 14 en octubre de 1955, se dijo que dicho informe había demostrado científicamente que los ovnis no existían. Los críticos de esta reclamación responden que el informe en realidad demostró que el número de "inexplicables" era claramente diferente al de "explicables" en un muy alto nivel de importancia estadístico. 
Las Fuerzas Aéreas también aseguraron, de forma incorrecta, que sólo el 3% de los casos estudiados eran desconocidos, en vez del 22% real. Incluso afirmaron que el 3% restante probablemente desaparecería si se pudiera disponer de más datos.[cita requerida].  Los críticos contestan sobre esto que no se hizo caso del hecho que los analistas ya habían agrupado tales casos en la categoría de "información insuficiente", mientras que tanto los considerados "explicables" como los "inexplicables" tenían la información suficiente para hacer una determinación, también los "inexplicables" tendían a representar los casos de calidad más altos, en los que se tenía la mejor información y testimonios.[cita requerida]

## Conclusiones oficiales del Proyecto Libro Azul
El Proyecto Libro Azul declaró que las observaciones de ovnis fueron generadas debido a:
- Histeria de masas.
- Individuos que inventan casos fraudulentos para buscar publicidad.
- Personas con psicopatologías.
- Malinterpretación de varios objetos convencionales.

Desde abril de 2003, la USAF ha indicado públicamente que no hay ningún proyecto inmediato para restablecer algún programa de estudio ufológico oficial del gobierno.
Nótese que estas conclusiones oficiales de las Fuerzas Aéreas contradicen las que obtuvo su propio comisionado en el Informe Especial n.º 14 de Libro Azul. Los factores psicológicos y los fraudes en realidad constituyeron menos del 10% de todos los casos y el 22% de todas las observaciones. Los mejores casos, permanecieron no resueltos.[cita requerida]

## Postura oficial de la USAF acerca de los ovnis
Entre 1947 y 1969, las Fuerzas Aéreas investigaron los ovnis bajo el Proyecto Libro Azul. El proyecto, con la sede en la base aérea Wright-Patterson, Ohio, finalizó el 17 de diciembre de 1969. De las 12.618 observaciones catalogadas por el Proyecto Libro Azul, 701 permanecieron como "inexplicables".
La decisión de interrumpir las investigaciones ovni se basó en varios factores, como la evaluación de un informe redactado por la Universidad de Colorado titulado "El estudio científico de los ovnis", la revisión de este informe por parte de la Academia Nacional de Ciencias, los casos ovni previamente estudiados y la experiencia de las Fuerzas Aéreas, que investigó informes ovni entre 1940 y 1969.
Como consecuencia de estas investigaciones, estudios y experiencias, las conclusiones del Proyecto Libro Azul eran:
- 1) Ningún ovni sobre el cual hayan investigado las Fuerzas Aéreas ha supuesto ningún tipo de amenaza a la seguridad nacional.
- 2) Las Fuerzas Aéreas no han encontrado ninguna prueba de que las observaciones clasificadas como "no identificadas" representen objetos o principios tecnológicos que vayan más allá de los conocimientos científicos de la época.
- 3) No ha habido ninguna prueba que indique que las observaciones clasificadas como "no identificadas" fueran vehículos extraterrestres.

Con la conclusión del Proyecto Libro Azul, el establecimiento de la regulación de Fuerzas Aéreas y el control del programa para investigar y analizar ovnis fueron rescindidos. La documentación en cuanto a la antigua investigación de Libro Azul fue transferida a la Rama Moderna Militar, a los Archivos Nacionales y al Servicio de Registros, y está disponible para la revisión y el análisis públicos.
Desde la finalización del Proyecto Libro Azul, no ha ocurrido nada que pudiera apoyar una reanudación de las investigaciones ufológicas por parte de las Fuerzas Aéreas. Considerando el escenario actual, en el que los presupuestos de defensa disminuyen regularmente, es improbable que las Fuerzas Aéreas se metan de lleno en un proyecto tan costoso a corto plazo.
Hay un número significativo de universidades y organizaciones científicas que han analizado fenómenos ovni durante reuniones periódicas y seminarios. El interés y la revisión oportuna de informes ufológicos por parte de grupos privados asegura que las pruebas auténticas no sean pasadas por alto por la comunidad científica.

## Crítica
Las conclusiones de Libro Azul no fueron aceptadas por todo el mundo, sin embargo los críticos - incluyendo a algunos científicos [¿quién?] - sugirieron que el Proyecto Libro Azul trabajó de una forma muy cuestionable o, peor aún, fue una simple tapadera.
Por ejemplo, hay muchos informes ufológicos, sobre todo nocturnos, referentes al medio oeste y al sudeste de Estados Unidos en el verano de 1965: algunos testigos en Texas afirmaron que habían divisado "luces multicolores" y enormes objetos aéreos con forma de huevos o diamantes. La Oklahoma Highway Patrol divulgó que desde la base aérea de Hojalatero (cerca de Oklahoma City) se habían rastreado hasta cuatro ovnis simultáneamente, y que varios de ellos había descendido muy rápidamente: de aproximadamente 8.000 metros a unos 2.500 en apenas unos segundos; algo que claramente va más allá de las capacidades de un avión convencional. John Shockley, un meteorólogo de Wichita, Kansas, divulgó que, usando el radar del servicio meteorológico estatal, rastreó algunos objetos aéreos que volaban en altitudes entre aproximadamente 2.000 y 3.000 metros. Estos y otros informes recibieron una amplia publicidad.[cita requerida]
El Proyecto Libro Azul determinó oficialmente que lo que los testigos vieron en realidad no era más que el planeta Júpiter o algunas estrellas brillantes.
La explicación de Libro Azul fue extensamente criticada como inexacto. Robert Riser, director del Planetario de la Fundación de la Ciencia y el Arte de Oklahoma, rebatió duramente la explicación de Libro Azul. Su réplica fue muy difundida: "está tan lejos de la realidad como usted pueda imaginar. Estas estrellas y planetas están sobre el lado opuesto de la tierra vistos desde Oklahoma City en esta época del año. Las Fuerzas Aéreas deben haber tenido sus aparatos astronómicos al revés en agosto".[cita requerida]
Un editorial del periódico Richmond News Leader opinó que "los intentos de desacreditar las observaciones relatadas conforme a la exposición razonada del Proyecto Libro Azul (sic) no resolverán el misterio... y sólo servirán para aumentar la sospecha de que hay algo ahí que las Fuerzas Aéreas no quieren que nosotros sepamos", mientras que un reportero de la agencia Witchita escribió (en un breve editorial aparte) que "un radar ordinario no puede detectar planetas y estrellas".[cita requerida]
Otro caso que los críticos de Libro Azul ensalzaron ocurrió sobre las 5 de la madrugada cerca de Ravenna, Ohio, el 17 de abril de 1966. Los agentes de policía Dale Spaur y Wilbur Neff vieron un objeto plateado discoidal con una brillante luz que emanaba de su parte inferior, a unos 300 metros de altura. Empezaron a seguir al objeto (que a veces descendía a unos 150 metros). Otros agentes de condados cercanos se implicaron también en la persecución, que acabó una hora después cerca de Freedom, Pensilvania, a unos 50 km de distancia.
Este caso llegó a los medios nacionales, y la policía entregó informes detallados a Libro Azul. Cinco días después, sin haber entrevistado a la media docena de agentes que participaron, y a otros testigos, el director de Libro Azul, Héctor Quintanilla, anunció sus conclusiones: los agentes (uno de los cuales participó con las Fuerzas Aéreas en la guerra de Corea) habían seguido un satélite de telecomunicaciones, y después al planeta Venus.
Esta conclusión fue rotundamente rechazada por la policía. En su contrainforme, Hynek calificó las conclusiones de Libro Azul como absurdas, dado que en sus informes, algunos de los agentes habían descrito la luna, Venus y el ovni: habían notado que aquella madrugada había una "estrella" muy brillante cerca de la luna. Se trataba de Venus. Un congresista por Ohio, William Stanton, dijo que "las Fuerzas Aéreas han perdido gran parte de su prestigio en esta comunidad... cuando la gente confía en la administración y ésta no dice la verdad, se pierde esa confianza".

### La crítica de Hynek
Después de lo que él describió como un comienzo prometedor para la investigación, Hynek estaba cada vez más desencantado con Libro Azul durante su participación en el proyecto, lanzando acusaciones de indiferencia, de incompetencia y de investigación mal hecha por parte del personal de las Fuerzas Aéreas.
Hynek escribió que durante la permanencia del comandante de las Fuerzas Aéreas Héctor Quintanilla como director de Libro Azul, "la bandera de las tonterías y el sinsentido ondulaba en el punto más alto de su mástil". Hynek divulgó que el sargento David Moody - uno de los subordinados de Quintanilla - "aplicó el método de la convicción antes de la prueba. Cualquier cosa que no entendiera o no le gustara, la ponía inmediatamente en la categoría de sucesos psicológicos. Era un sabelotodo".[cita requerida]
Hynek relató sus amargas diferencias con Moody cuando éste rechazó investigar las observaciones ovni a fondo, describiendo Moody como "el maestro del posible: el posible globo, el posible avión, los posibles pájaros... Por eso he discutido violentamente con él repetidas veces"...[cita requerida]

### En inglés
- Archivo del Proyecto Libro Azul Versión en línea del microfilm del Proyecto Libro Azul de la USAF
- Informe ufológico - Edward J. Ruppelt Libro electrónico
- El Proyecto Libro Azul en la web del FBI Resumen del proyecto
- Archivos desclasificados en 2015

- Datos: Q1121165
- Multimedia: Project Blue Book / Q1121165